# Allium spirale
Allium spirale är en amaryllisväxtart som beskrevs av Carl Ludwig von Willdenow. Allium spirale ingår i släktet lökar, och familjen amaryllisväxter. Inga underarter finns listade i Catalogue of Life.